# CP-Baureihe 9600
Die CP-Baureihe 9600 ist eine zweiteilige Dieseltriebwagenbaureihe der portugiesischen Staatseisenbahn Comboios de Portugal. Die 1976/77 produzierte Baureihe wurde bis 2002 ausschließlich auf dem relativ großen Meterspurnetz Portugals, vor allem im Raum Porto, eingesetzt. Inzwischen sind alle Fahrzeuge nach Argentinien und Kamerun verkauft worden.

## Geschichte
Um die Zugverbände aus Lokomotiven und Reisezugwagen auf den portugiesischen Meterspurlinien zu ersetzen, bestellte die portugiesische Staatseisenbahn Caminhos de Ferro Portugueses 1975 eine neue Dieseltriebwagenbaureihe. Der Auftrag über 22 Fahrzeuge wurde an das französische Schienenfahrzeugunternehmen Alsthom vergeben. Die Fahrzeuge gingen 1976 und 1977 in Betrieb. Die CP setzte diese zunächst auf den beiden Vorortbahnlinien zwischen Porto nach Póvoa de Varzim (Linha da Póvoa) und Guimarães (Linha de Guimarães) ein. Für die damalige Zeit galten die Fahrzeuge als unverhältnismäßig modern.
Da die 22 Fahrzeuge der Nachfrage besonders auf der Linha da Póvoa nicht gerecht wurden, beschaffte die CP 1991 sieben bauähnliche, in Portugal gebaute Triebwagen der Baureihe 9630.
Die CP setzte die Wagen bis zum Ende des Portuenser Meterspurnetzes im Jahr 2002 ein. Während die ebenfalls eingesetzten Fahrzeuge der Baureihe 9630 zur Linha do Vouga gingen, verblieben die Fahrzeuge der Baureihe 9600 in den EMEF-Depots in Guifões, da es zunächst für sie keine Verwendung gab.

## Verbleib
Da es in Portugal aufgrund der nahezu kompletten Schließung des Meterspurnetzes keine Verwendung mehr für die Wagen gab, beschloss die portugiesische Staatseisenbahn, diese zu verkaufen. Fünf Fahrzeuge gingen für 4,7 Millionen Euro an die kamerunische Eisenbahngesellschaft Camrail, siebzehn Fahrzeuge verkaufte die CP an das argentinische Unternehmen Ferrocentral.
Die Fahrzeuge in Kamerun verrichten ihren Dienst auf der Strecke Douala—Yaoundé als „Intercité“. Dafür wurden sie modernisiert, erhielten unter anderem eine Klimaanlage, und gelten dort als Züge mit der besten Ausstattung. Eines der nach Argentinien verkauften Fahrzeuge erhielt ebenfalls eine Modernisierung, diese führte das Unternehmen Emepa durch. Seit 2007 werden diese auf der Bahnstrecke Córdoba–Cruz del Eje („Tren de las Sierras“) eingesetzt. Die anderen Fahrzeuge sind derweil ungenutzt und sind nach Medienrecherchen kaum noch nutzbar.

## Galerie

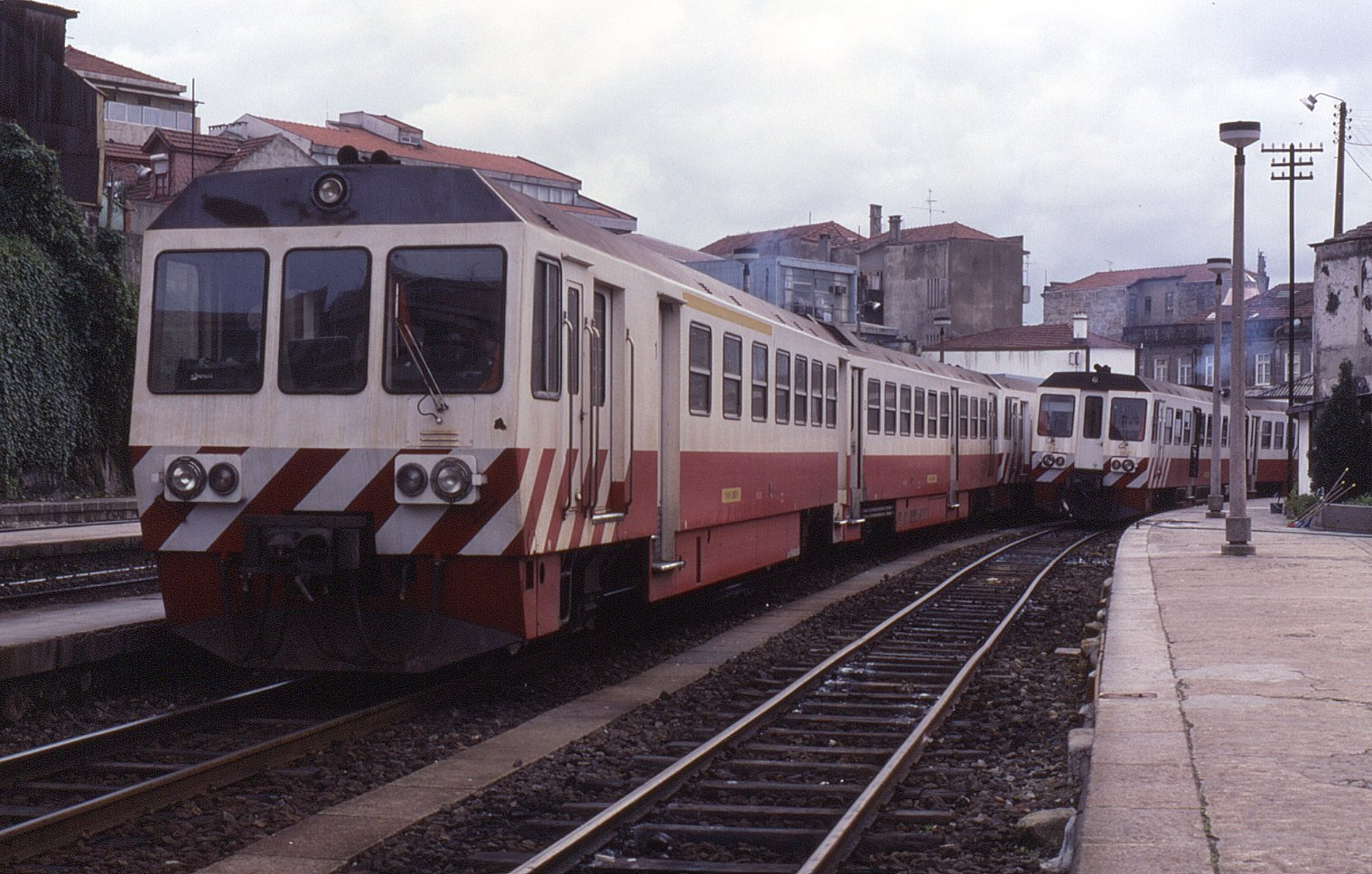
Zwei Fahrzeuge am Bahnhof Porto Trindade (1990)
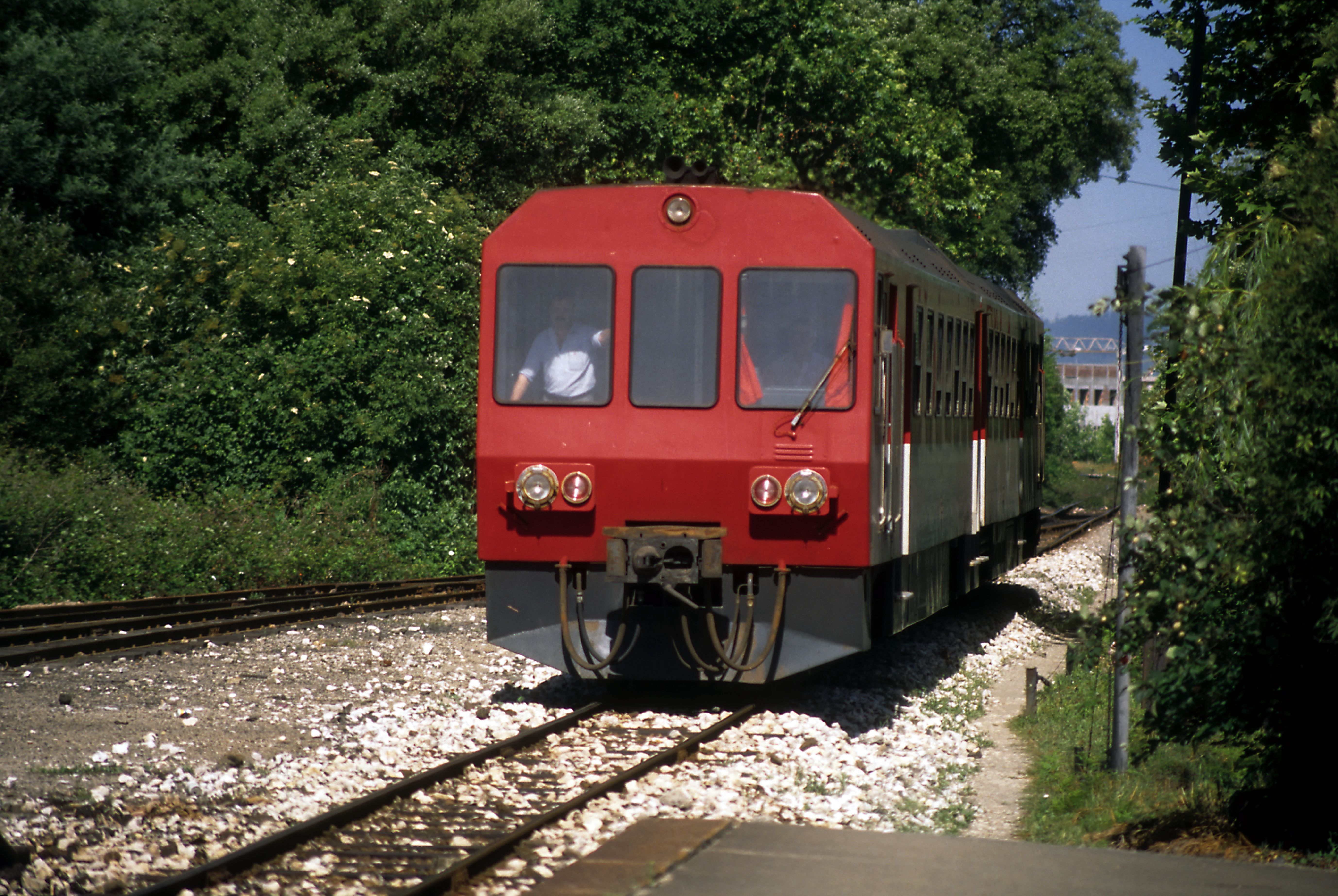
Triebwagen einfahrend am Bahnhof Guimarães (1996)
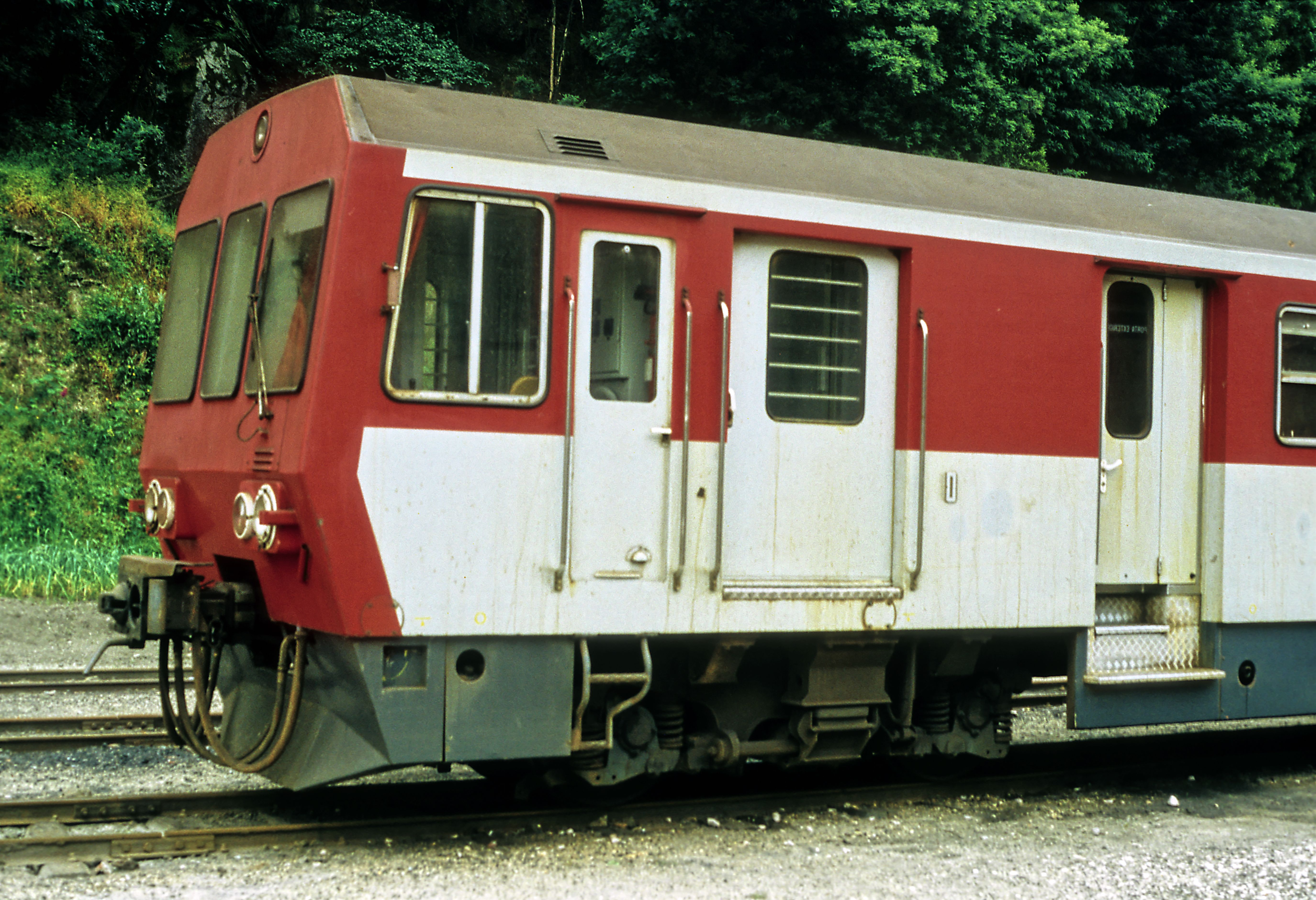
Führerstandsseite eines Fahrzeuges (1996)
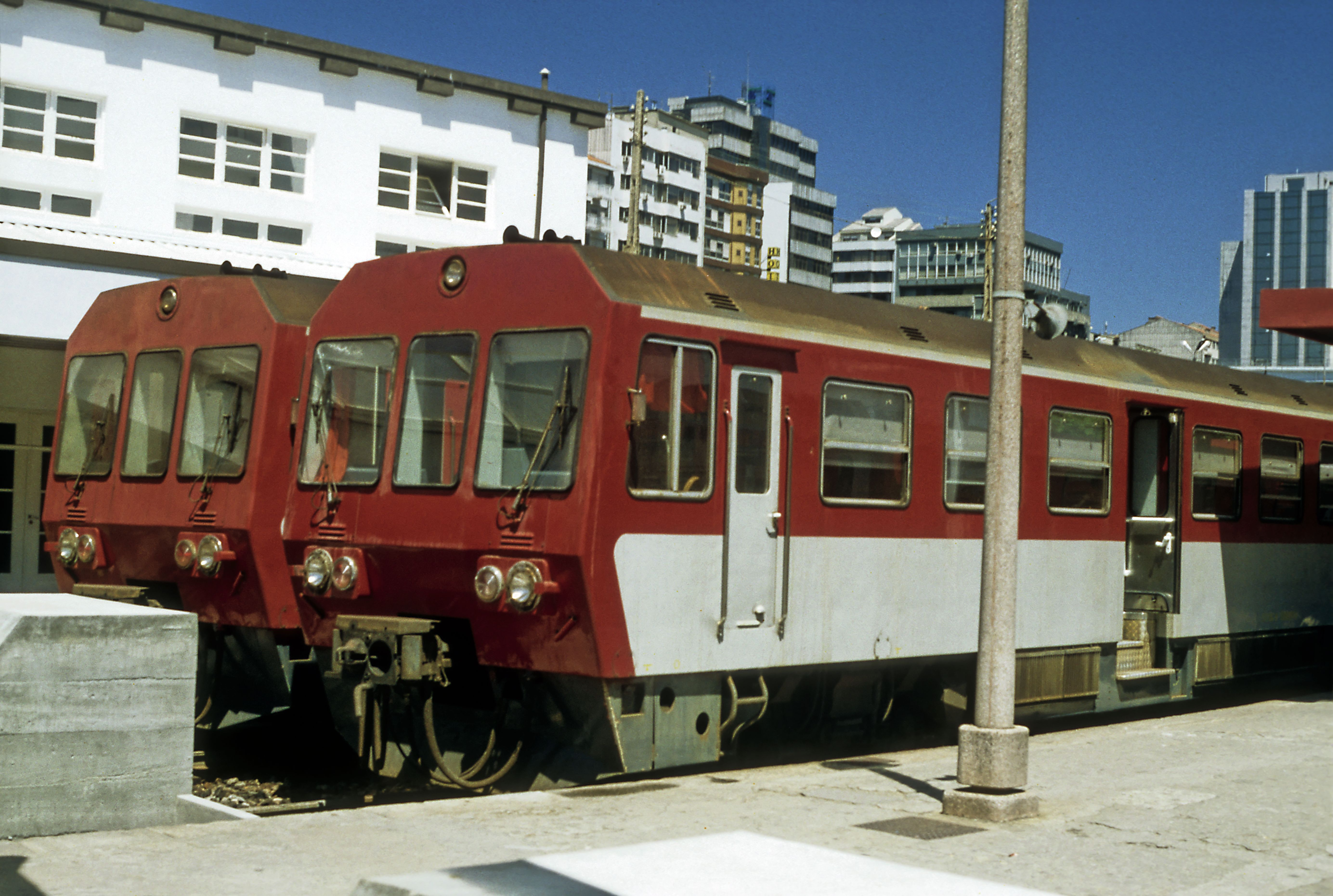
Zwei Fahrzeuge am Bahnhof Trindade (1996)
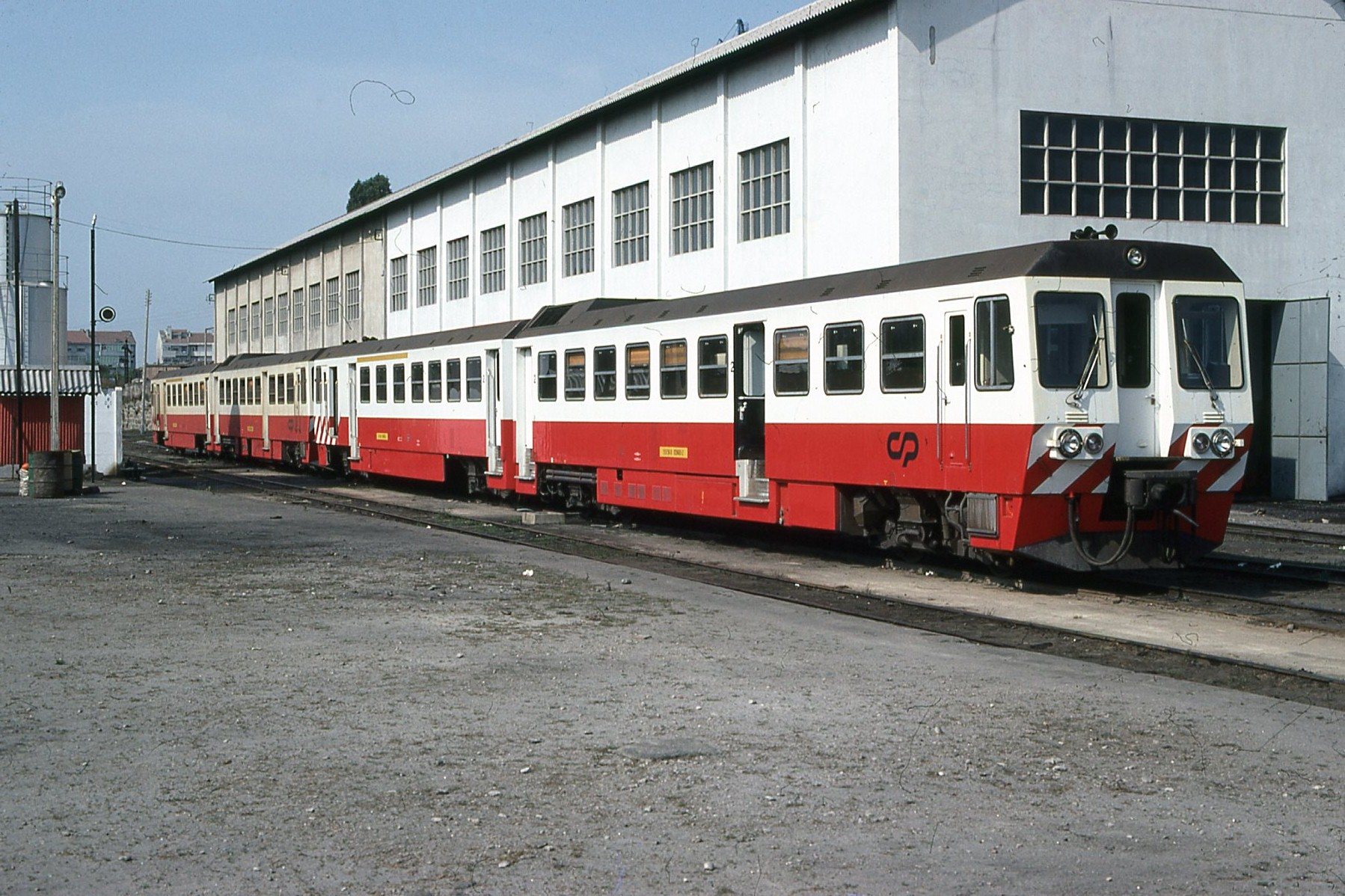
Fahrzeuge am Bahnhof Porto Boavista (1977)
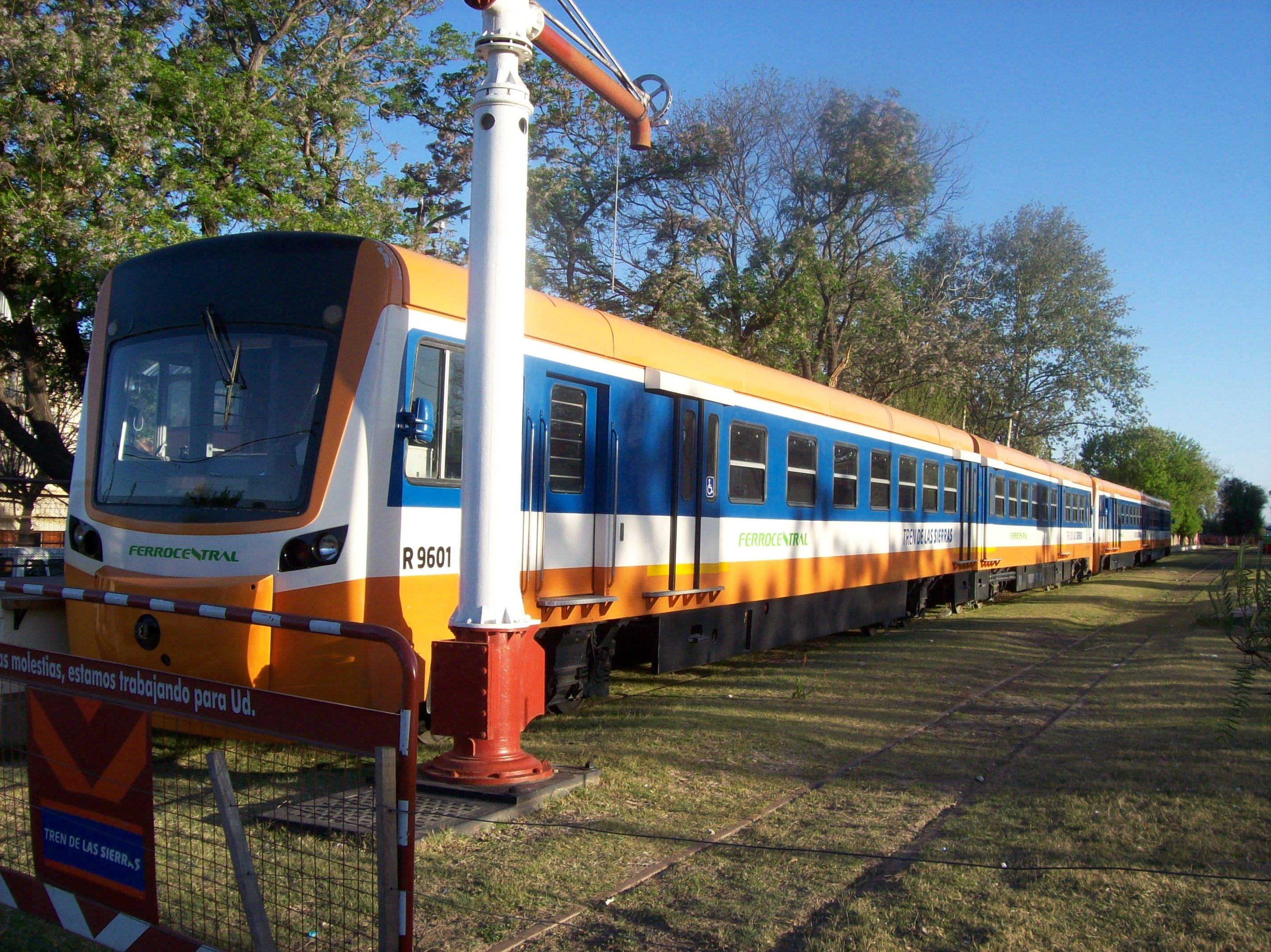
Modernisiertes Fahrzeug in Cosquín, Argentinien (2009)
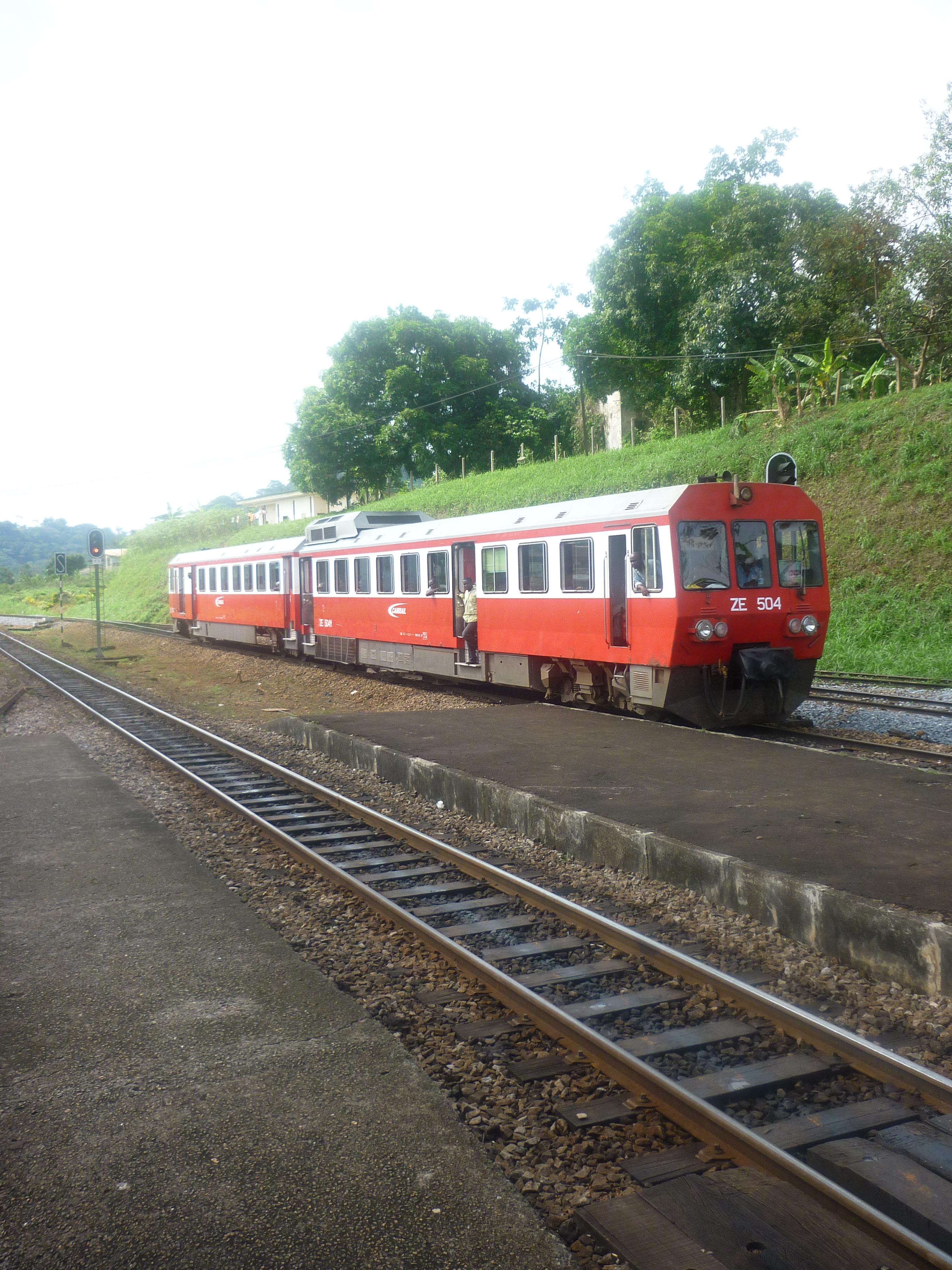
Fahrzeug in Kamerun (2013)